# Бондари (Бурынский район)
Бондари (укр. Бондарі) — село,
Михайловский сельский совет,
Бурынский район,
Сумская область,
Украина.
Код КОАТУУ — 5920984602. Население по переписи 2001 года составляло 24 человека .

## Географическое положение
Село Бондари находится на безымянном ручье, который через 3 км впадает в реку Чаша,
выше по течению примыкает село Викториновка,
ниже по течению на расстоянии в 2,5 км расположен город Бурынь.
На ручье несколько запруд.
Рядом проходит автомобильная дорога Т-1916.